# KBS 2TV 일요 아침 드라마
KBS 2TV 일요 아침 드라마는 대한민국의 KBS 2TV에서 매주 일요일 아침 시간대 방송되었던 TV 드라마 작품이다. 일요 드라마와는 다르다.

## 작품 리스트
|  | - 아래의 텔레비전 드라마 중 2002년 11월 이후에 시청 가능 연령을 표시하는 드라마 등급 제도를 의무적으로 시행하고 있습니다. - 2017년 3월 1일부터 TV 프로그램 등급 표시 외에 주제, 폭력성, 선정성, 언어, 모방 위험 등 분류 사유 표시를 의무적으로 시행하고 있습니다. |

### 1980년대
- 《딸이 더 좋아》 : 1984년 11월 4일 ~ 1985년 12월 8일
- 《당추동 사람들》 : 1989년 10월 16일 ~ 1990년 9월 3일

### 1990년대
- 《일요일은 참으세요》 : 1993년 5월 10일 ~ 1995년 4월 3일
- 《사랑한다면서》 : 1995년 4월 9일 ~ 1995년 8월 3일
- 《개성시대》 : 1995년 5월 2일 ~ 1996년 4월 30일 (전체 방송 기간 : 1995년 5월 3일 ~ 1996년 4월 30일) (화요일 오후 8시 30분 → 일요일 아침으로 편성 변경)
- 《귀여운 여자》 : 1996년 5월 5일 ~ 1997년 3월 2일
- 《오늘은 왠지》 : 1997년 3월 10일 ~ 1997년 6월 2일
- 《행복한 아침》 : 1997년 6월 9일 ~ 1997년 10월 27일
- 《세 여자》 : 1997년 11월 17일 ~ 1998년 1월 26일

### 2000년대
- 《언제나 두근두근》 : 2002년 4월 7일 ~ 2002년 10월 27일
- 《결혼 이야기》 : 2002년 11월 3일 ~ 2003년 11월 2일
- 《알게될거야》 : 2004년 6월 6일 ~ 2004년 10월 31일

- 《반올림 3》 : 2006년 3월 5일 ~ 2007년 2월 25일

- 《최강 울엄마》 : 2007년 3월 11일 ~ 2007년 8월 26일

## 같이 보기
- MBC 일요 아침 드라마
- SBS 일요 아침 드라마